# Ivan Miljković
Ivan Miljković (in serbo Иван Миљковић?; Niš, 13 settembre 1979) è un dirigente sportivo ed ex pallavolista serbo naturalizzato italiano.
Giocava nel ruolo di schiacciatore e opposto ed è considerato uno dei massimi interpreti del suo ruolo.

## Palmarès

### Titoli nazionali
- Campionato italiano: 1

2005-06
- Campionato greco: 2

2008-09, 2009-10
- Campionato turco: 3

2010-11, 2011-12, 2016-17
- Coppa Italia: 2

2000-01, 2002-03
- Coppa di Grecia: 1

2008-09
- Coppa di Turchia: 1

2011-12
- Supercoppa italiana: 1

2006
- Supercoppa turca: 2

2011, 2012
- Champions League: 1

2001-02
- Coppa CEV/Challenge Cup: 4

2000-01, 2004-05, 2005-06, 2013-14
- Coppa CEV: 1

2007-08

### Premi individuali
- 2001 - World League: MVP
- 2001 - Campionato europeo: MVP
- 2001 - Campionato europeo: Miglior realizzatore
- 2002 - World League: Miglior realizzatore
- 2003 - World League: Miglior realizzatore
- 2005 - World League: MVP
- 2005 - World League: Miglior realizzatore
- 2005 - World League: Miglior servizio
- 2005 - Campionato europeo: Miglior servizio
- 2006 - Gazzetta dello Sport: Trofeo Gazzetta MVP della Regular Season del campionato italiano
- 2006 - Serie A1: Miglior realizzatore
- 2006 - Serie A1: Miglior attaccante[1]
- 2007 - Campionato europeo: Miglior realizzatore
- 2008 - Coppa CEV: Miglior attaccante
- 2008 - World League: Miglior realizzatore
- 2009 - World League: Miglior realizzatore
- 2011 - Campionato europeo: MVP
- 2014 - Challenge Cup: MVP